# Трапані
Трапані (італ. Trapani, сиц. Tràpani) — місто та муніципалітет, морський порт в Італії, у регіоні Сицилія, столиця провінції Трапані. Трапані розташоване на відстані близько 440 км на південь від Рима, 75 км на захід від Палермо. Населення — 69 182 особи (2014). Щорічний фестиваль відбувається 7 серпня. Покровитель — Sant'Alberto degli Abati.

## Назва
- Дрепан, або Дрепанум (лат. Drepanum) — назва римської доби.

## Демографія
Населення за роками:

Станом на 1 січня 2023 року в муніципалітеті офіційно проживало 2405 іноземців з 90 країн, серед них 619 громадян країн Євросоюзу та 14 громадян України.

## Сусідні муніципалітети
- Бузето-Паліццоло
- Калатафімі-Седжеста
- Ериче
- Марсала
- Пачеко
- Салемі
- Вальдериче

## Адміністрація комуни
- Офіційний сайт: http://www.comune.trapani.it/ [Архівовано 26 липня 2020 у Wayback Machine.]

## Галерея зображень

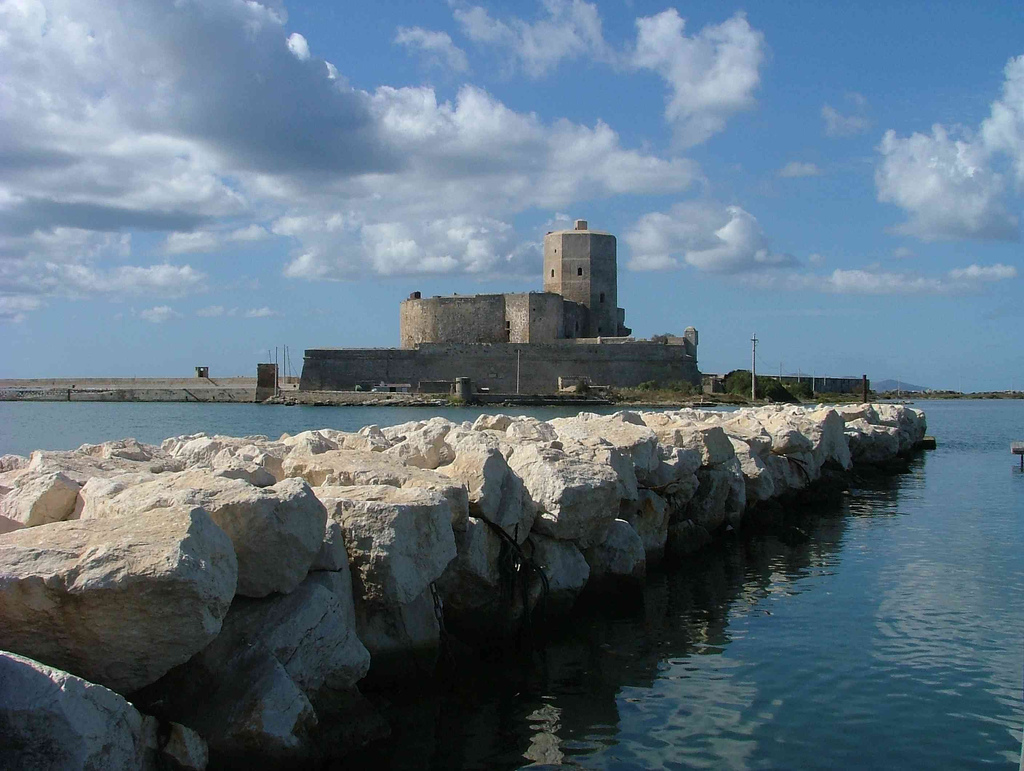
L'antica fortezza della "Colombaia"
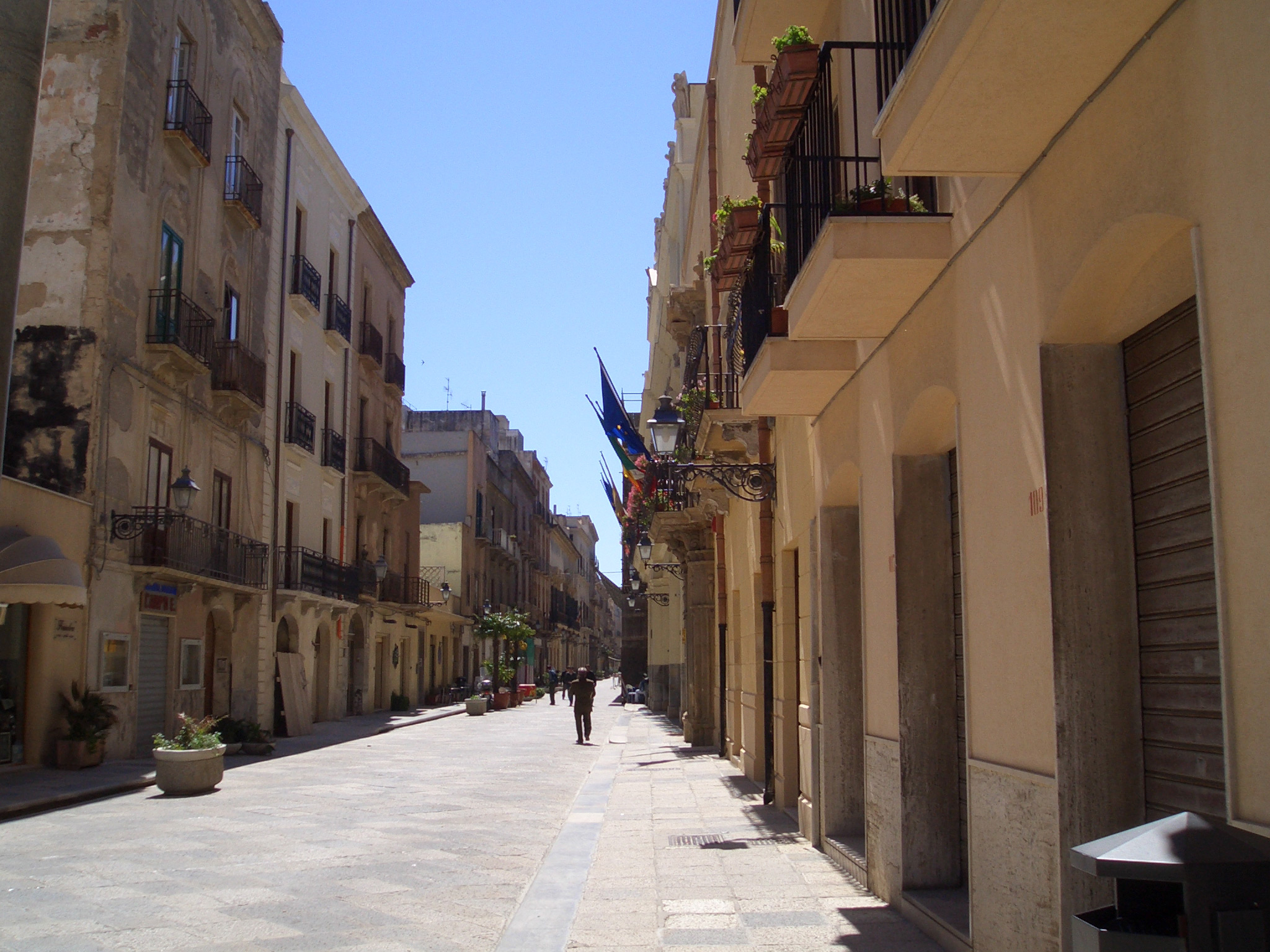
via Garibaldi
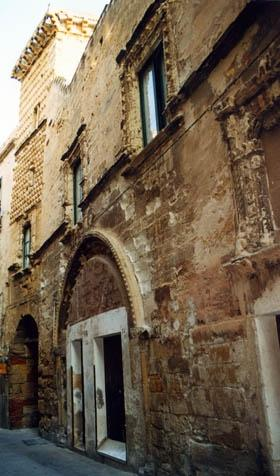
Palazzo della Giudecca
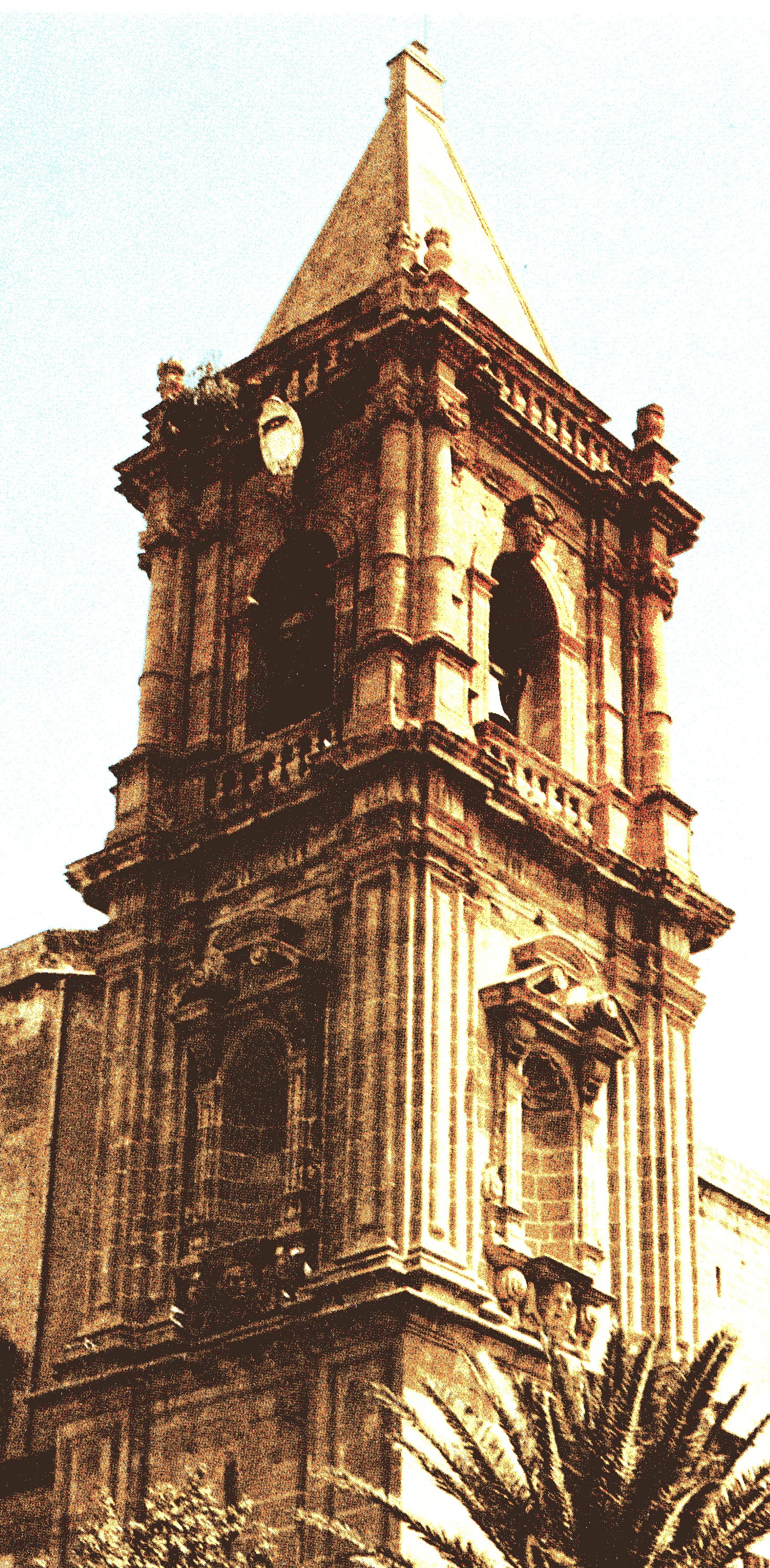
Il campanile del  Santuario dell'Annunziata
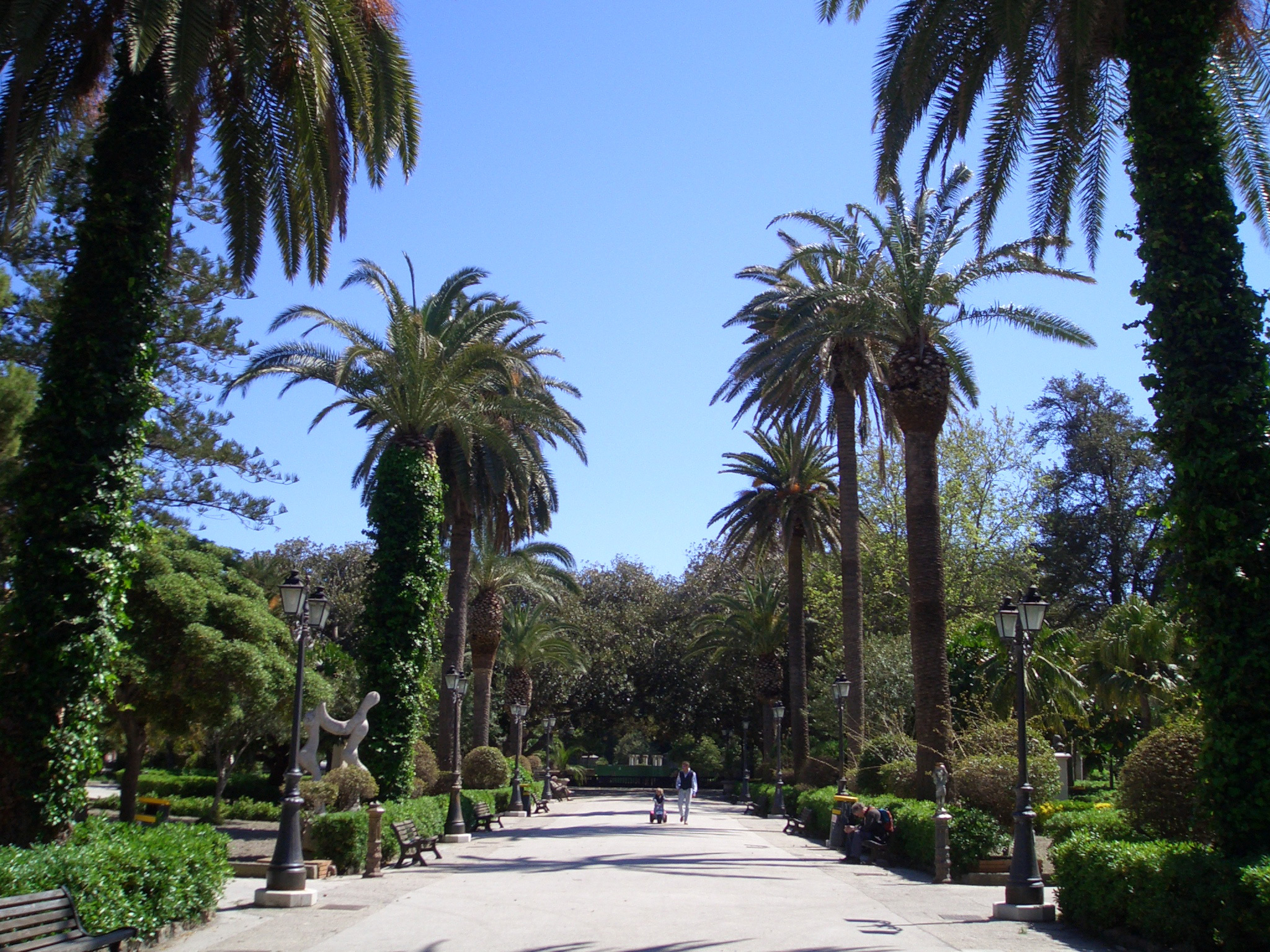
La Villa Margherita
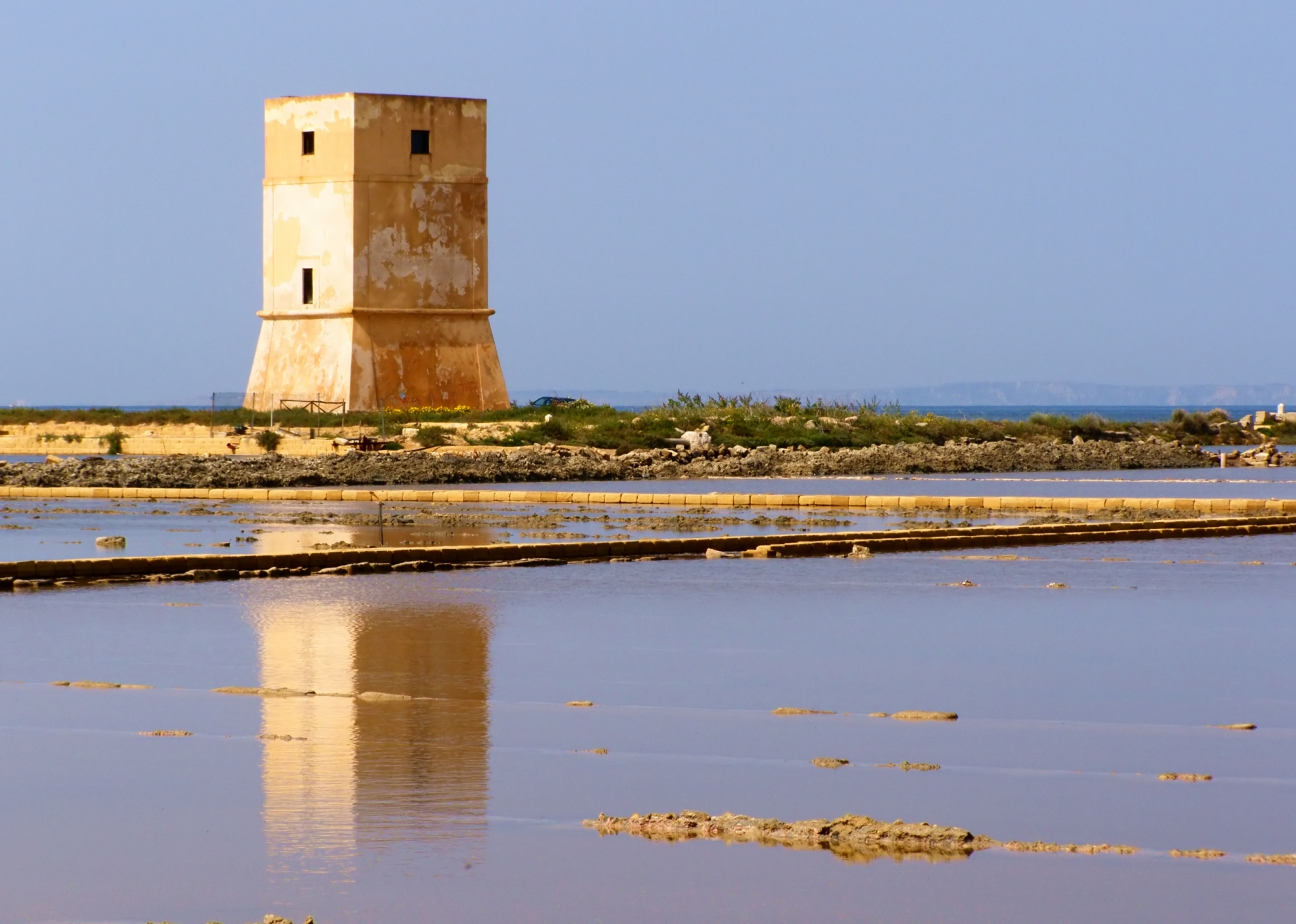
La torre di Marausa
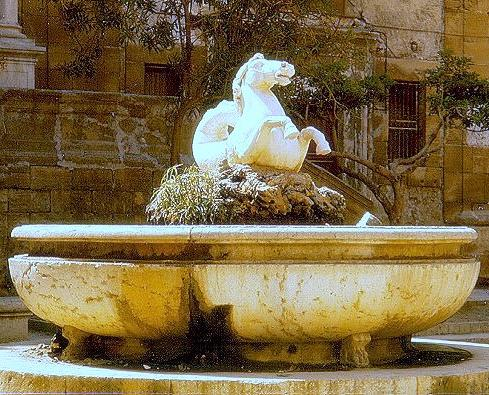
Piazza Lucatelli
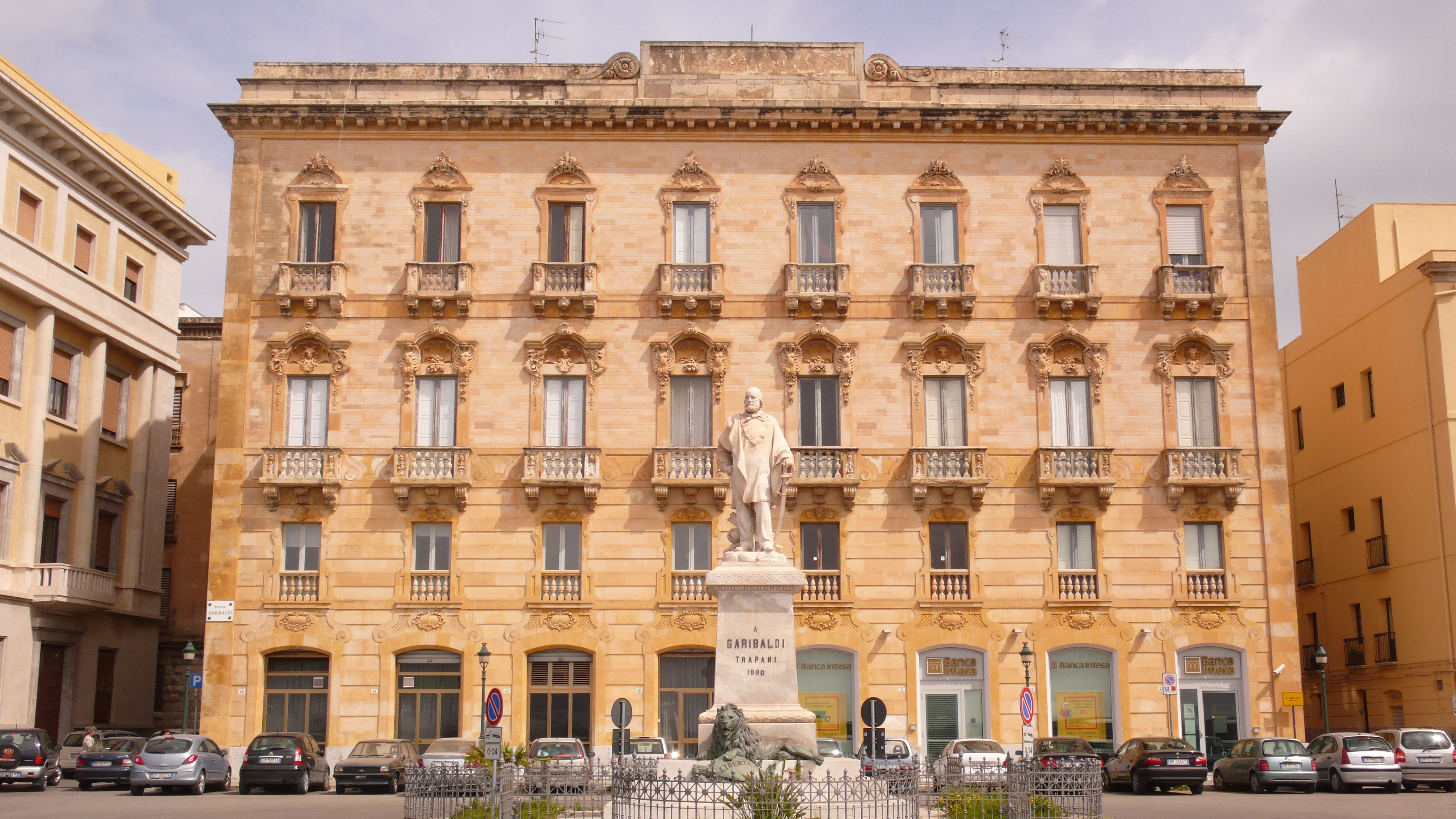
Piazza Garibaldi, sul lungomare